# Mont Oizuru
Le mont Oizuru (笈ヶ岳, Oizuru-ga-take) se trouve à la limite des  préfectures de Gifu, Ishikawa et Toyama au Japon, dans la partie septentrionale du parc national de Hakusan. Cette montagne fait partie des monts Ryōhaku.
Le moine Taichō aurait été le premier à en entreprendre l'ascension au début du VIIIe siècle.